# Pfarrkirche Bruck an der Großglocknerstraße

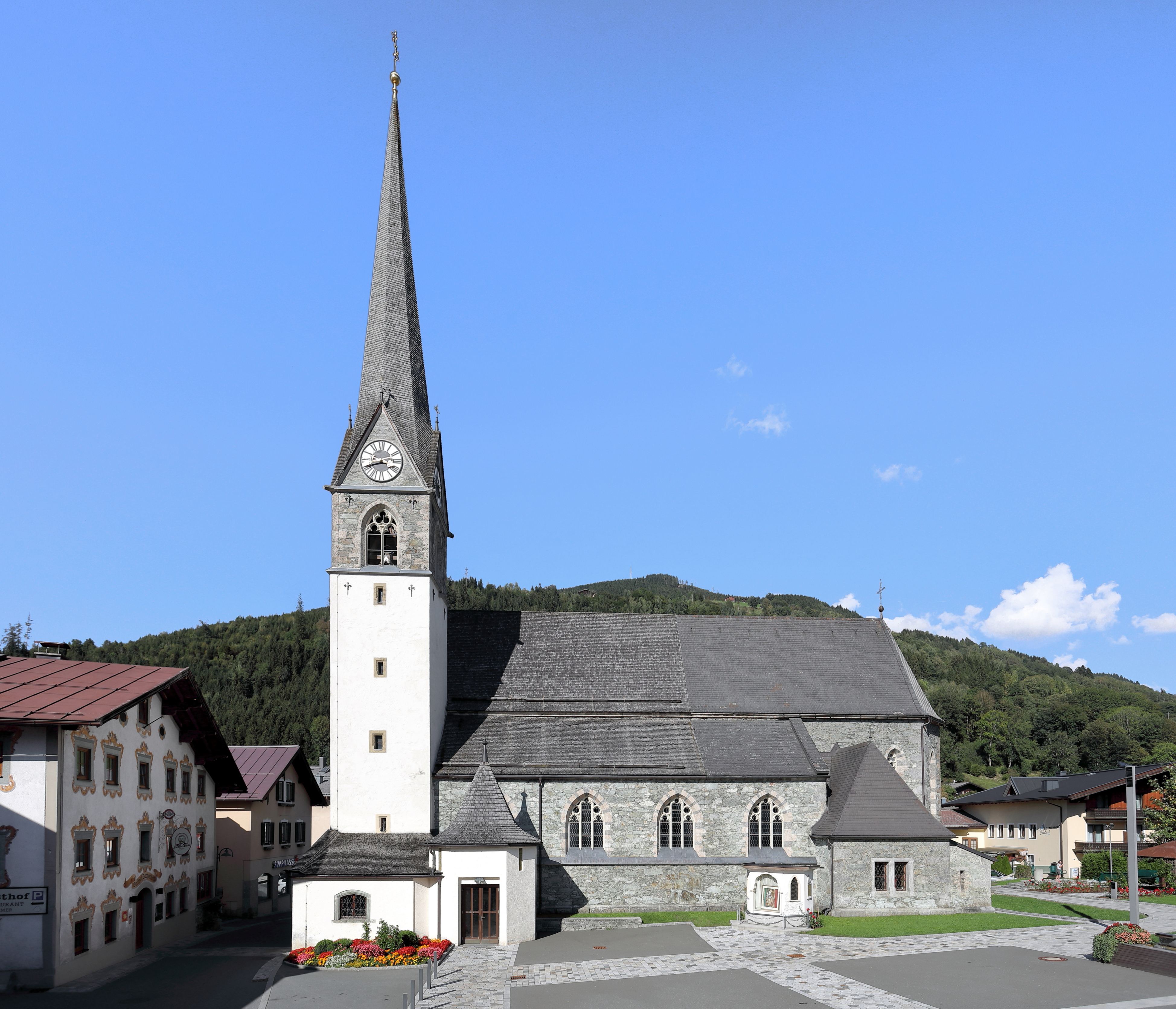
Katholische Pfarrkirche hl. Maria in Bruck an der Großglocknerstraße

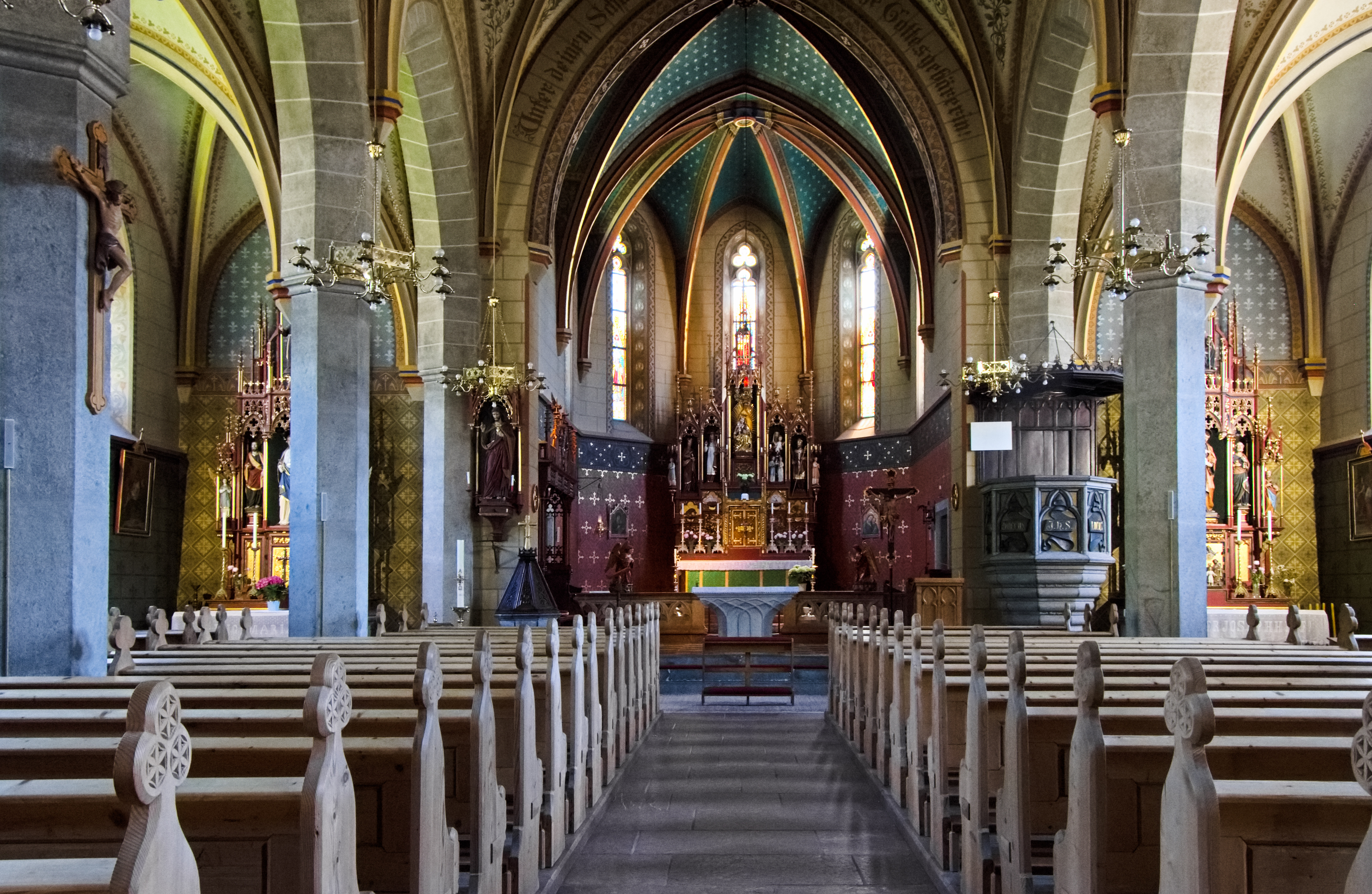
Blick zum Chor

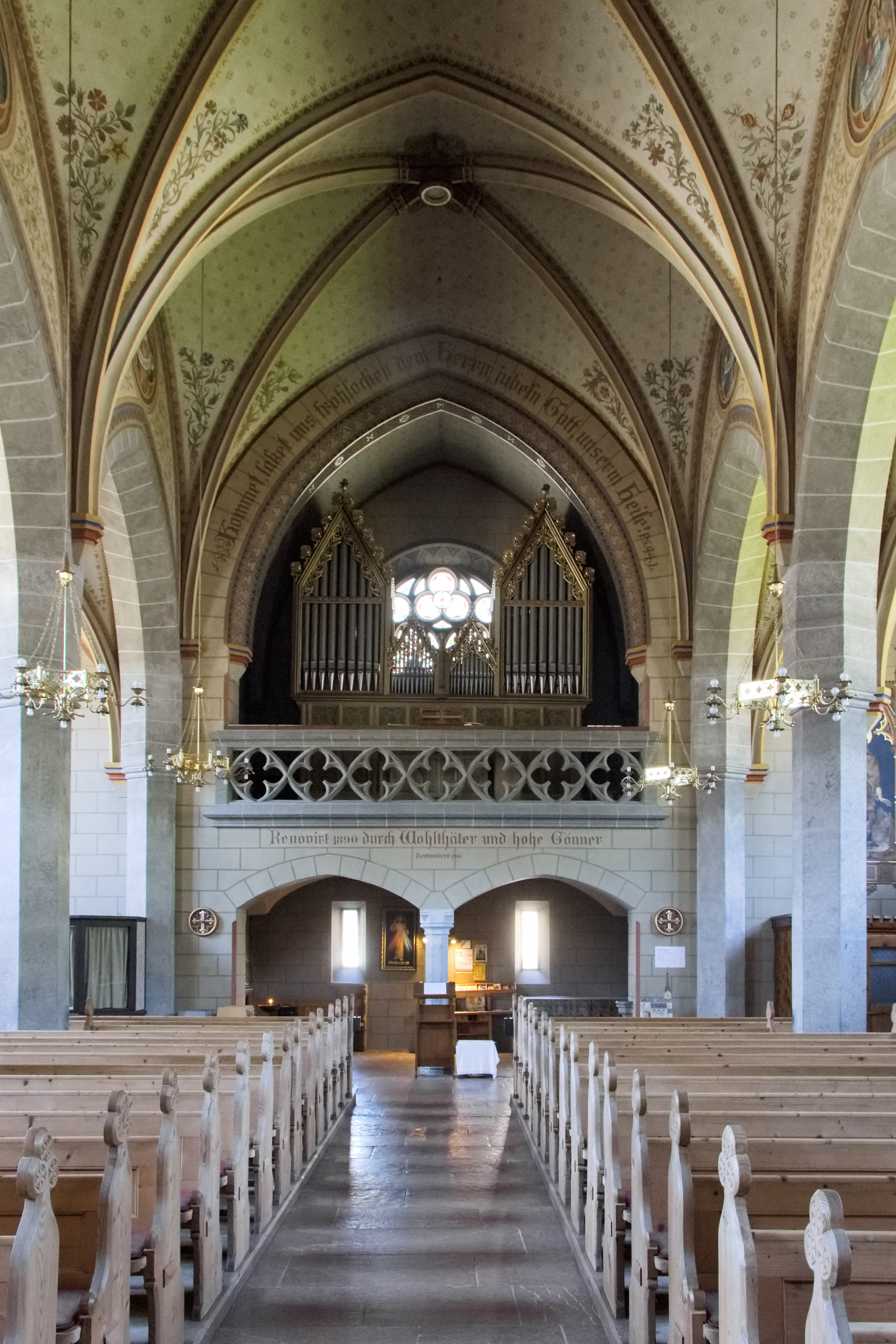
Blick zur Empore

Die römisch-katholische Pfarrkirche Bruck an der Großglocknerstraße steht in der Mitte der Ortschaft der Gemeinde Bruck an der Großglocknerstraße im Bezirk Zell am See im Land Salzburg. Die dem Patrozinium hl. Maria unterstellte Pfarrkirche gehört zum Dekanat Taxenbach in der Erzdiözese Salzburg. Die Kirche und der Friedhof stehen unter Denkmalschutz (Listeneintrag).

## Geschichte
Urkundlich wurde 1468 eine Kirche genannt. 1867 war ein Kirchenbrand, der Neubau der Kirche nach den Plänen des Architekten Friedrich von Schmidt erfolgte von 1868 bis 1869.
Die Pfarre wurde 1858 gegründet.

## Architektur
Der neugotische Kirchenbau mit einem dreischiffigen Langhaus hat einen im unteren Bereich spätgotischen Westturm.
Das Kirchenäußere zeigt eine neugotische Kirche mit einer unverputzten Steinquaderung, die Westfront hat rechts einen eingebundenen, im unteren Bereich spätgotischen ungegliederten Turm mit spitzbogigen Schallfenstern, er trägt einen Spitzgiebelhelm. Südlich des einjochigen Chores in der Breite des Mittelschiffes befindet sich der Sakristeianbau.
Das Kircheninnere zeigt den Eingang in der linken Ecke der Westfront über eine äußere und innere Treppenanlage, welche auf das höher gelegene Niveau der Kirche führt. Zwischen Treppenanlage und Turm der Westfront befindet sich in der Breite und Höhe des Mittelschiffes ein zum Schiff offener zweigeschoßiger Raum, unten zweischiffig und oben als Orgelempore. Das vierjochige Langhaus und der Chor sind kreuzrippengewölbt, der erhöhte Chor hat einen Fünfachtelschluss.
Die Wandmalereien an den Seitenschiffwänden zeigen die Heiligen Florian und Sebastian, im Mittelschiff über den Scheidbögen mit Engeln mit Spruchbändern. Die Glasfenster zeigen im Chor die Heiligen Rupert, Katharina und Vital.

## Einrichtung
Die Entwürfe für die Altäre, die Kanzel und den Taufstein sind von Friedrich von Schmidt. Der Hochaltar trägt die Figur und Gnadenbild Maria mit Kind um 1500, die übrigen neugotischen Figuren zeigen die Heiligen Sophie, Katharina, Rupert und Karl Borromäus. Der linke Seitenaltar trägt die Figuren Maria Immaculata und die Heiligen Joachim und Anna und im Aufsatz Antonius. Der rechte Seitenaltar trägt die Figuren der Heiligen Josef und Johannes und Petrus sowie zwei weitere Heilige und im Aufsatz Vital. Der Tabernakel zeigt das Relief Heiliger Wandel.
Die Kanzel entstand 1872. Das neugotische Chorgestühl zeigt das Wappen der Familien Löwenstein und Liechtenstein.
Die Orgel baute Albert Mauracher 1891.

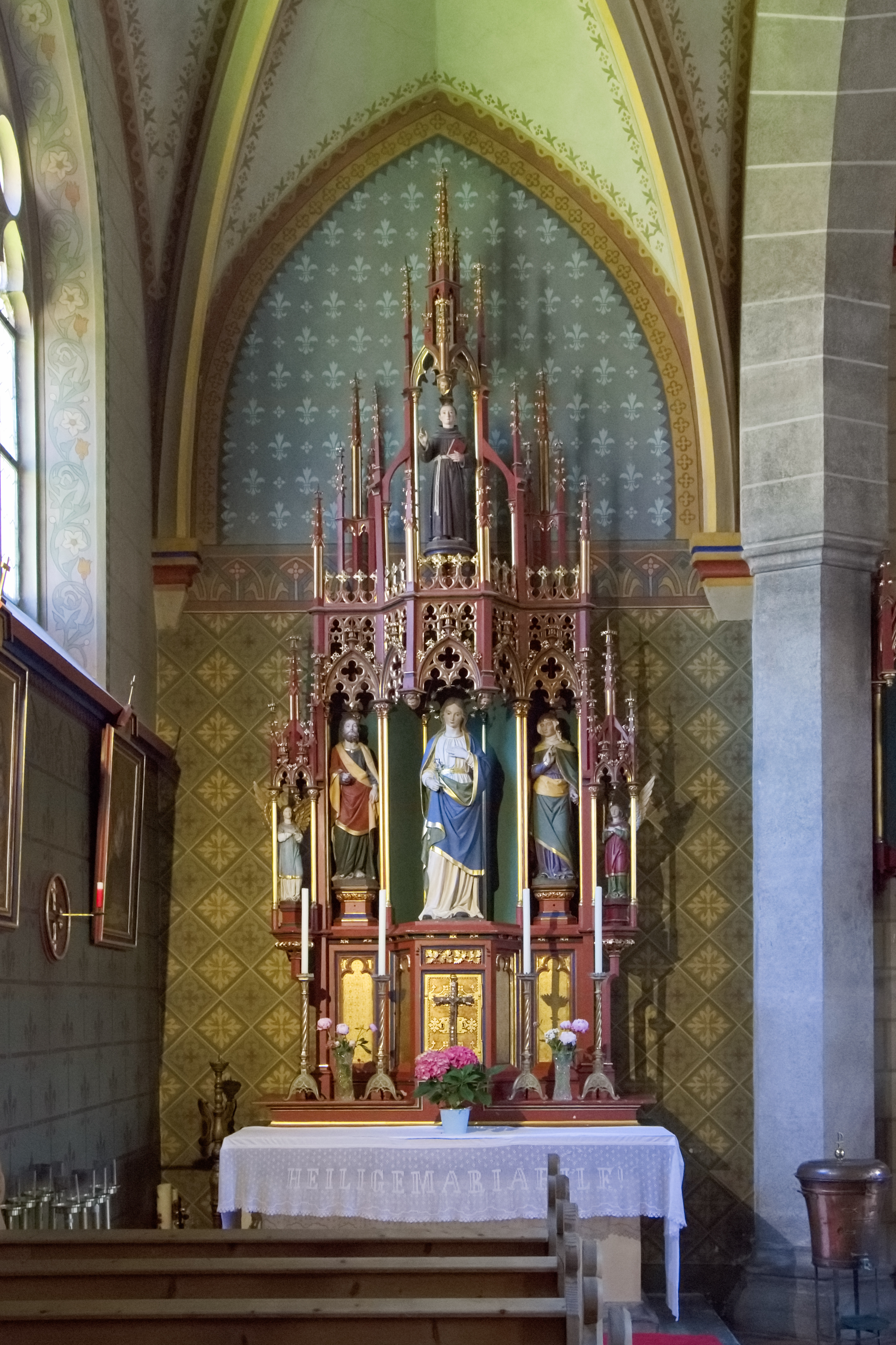
Linker Seitenaltar
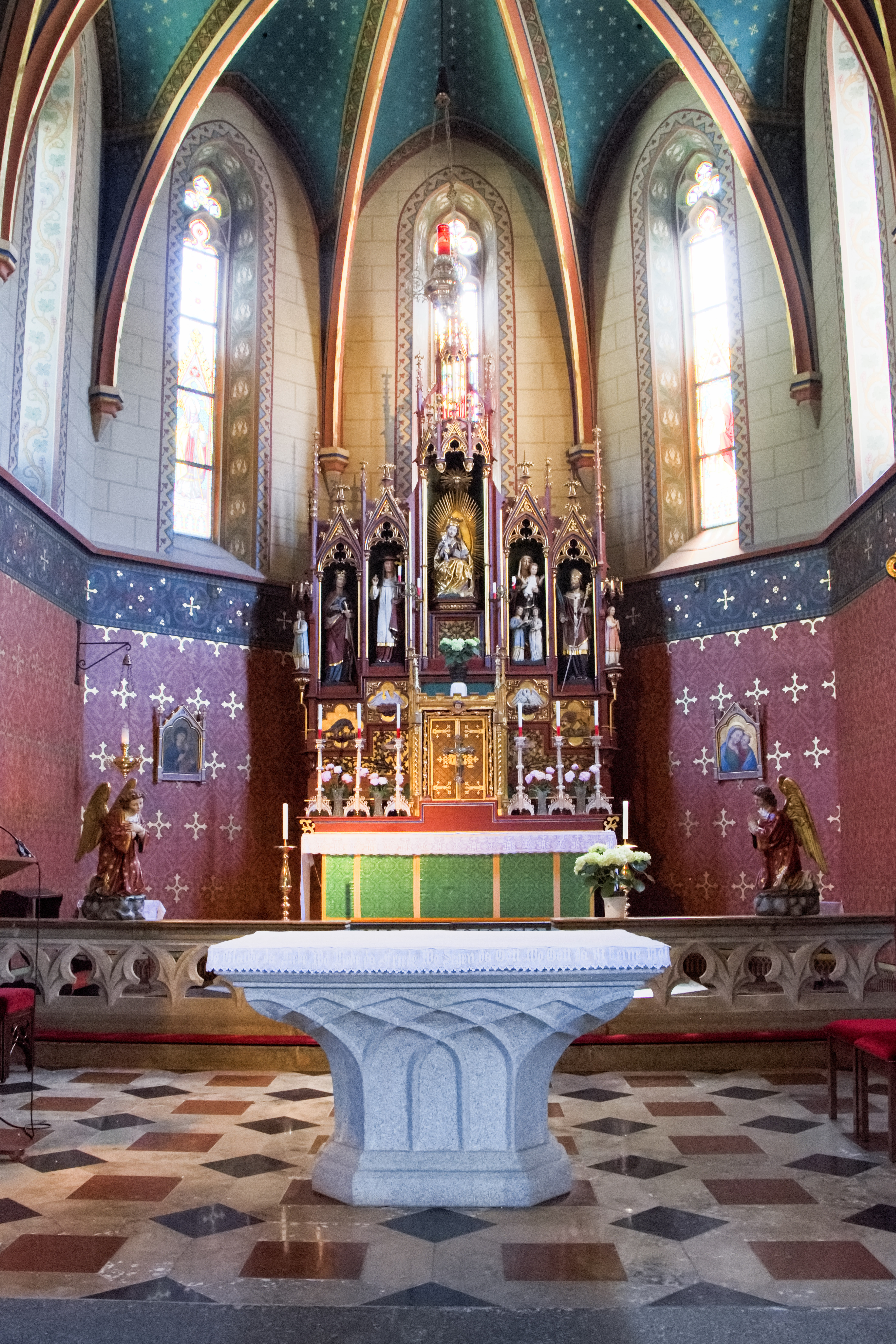
Hochaltar
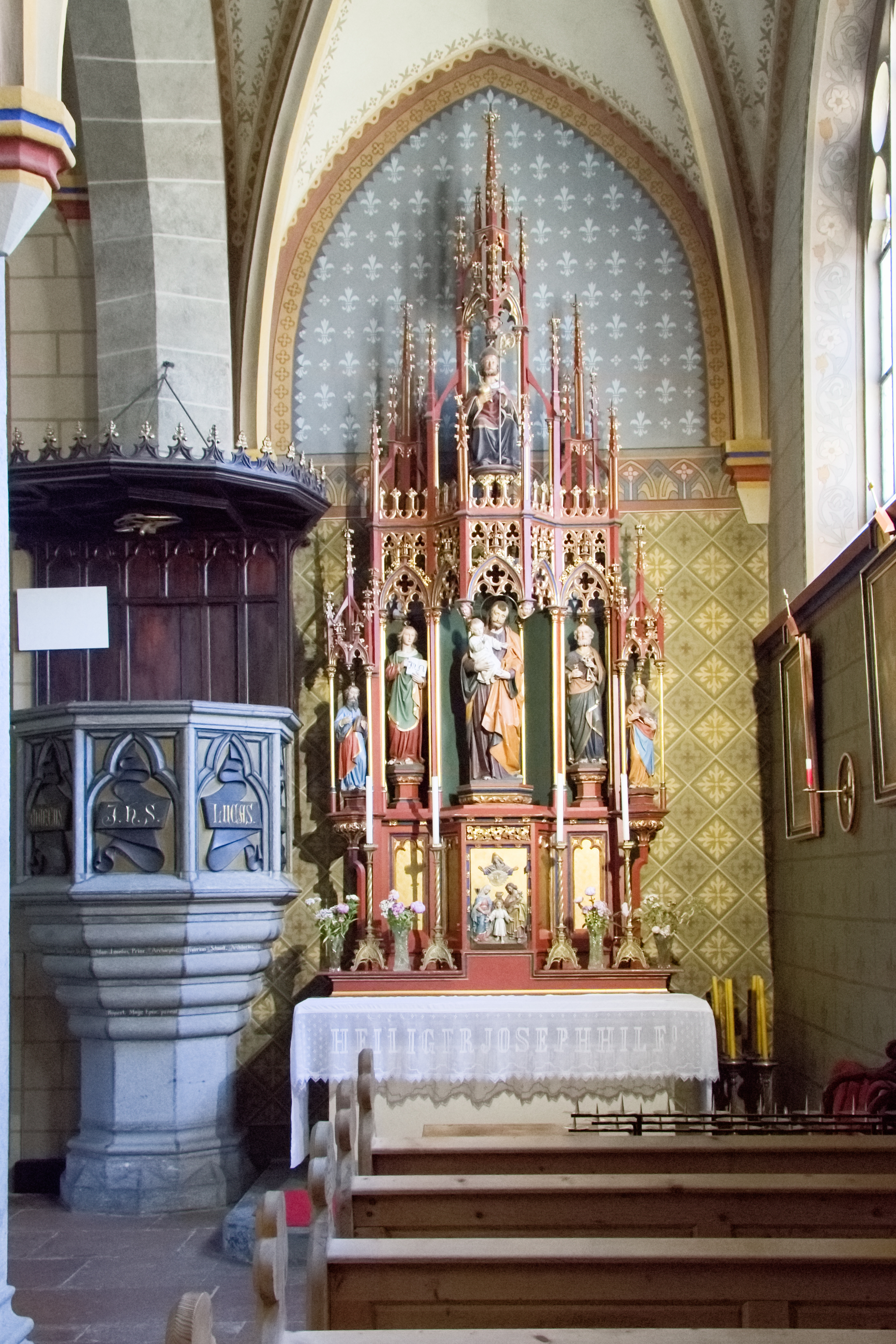
Rechter Seitenaltar und Kanzel

## Grabdenkmäler
- Es gibt zwei Wappengrabsteine, von zwei Pflegern aus Schloss Fischhorn, zu Sigmund Amann gestorben 1588 und zu Jakob Ruedl, gestorben 1647.